# تپه تنگ ۱
تپه تنگ ۱ مربوط به دوره هخامنشی - دوره اشکانیان است و در شهرستان کوهرنگ، بخش مرکزی، دهستان شوراب تنگزی، ۱/۵ کیلومتری شمال روستای دهنو پایین، ساحل رودخانهٔ چم سوخته واقع شده و این اثر در تاریخ ۲۷ اسفند ۱۳۸۷ با شمارهٔ ثبت ۲۶۳۳۴ به‌عنوان یکی از آثار ملی ایران به ثبت رسیده است.